# Vladimir Vujasinović
Vladimir Vujasinović (né le 14 août 1973 à Rijeka) est un joueur de water-polo serbo-monténégrin puis serbe.
Il est médaillé d'argent des Jeux olympiques de 2004 et médaillé de bronze des Jeux olympiques de 2000 et 2008, champion du monde en 2005 et champion d'Europe en 2001, 2003 et 2006.